# Ле-Мар
Ле-Мар (фр. Les Mars, окс. Los Març) — коммуна во Франции, находится в регионе Лимузен. Департамент коммуны — Крёз. Входит в состав кантона Озанс. Округ коммуны — Обюссон.
Код INSEE коммуны — 23123.

## Население
Население коммуны на 2010 год составляло 202 человека.
| 1962 | 1968 | 1975 | 1982 | 1990 | 1999 | 2010 |
| ---- | ---- | ---- | ---- | ---- | ---- | ---- |
| 378  | 372  | 344  | 295  | 274  | 219  | 202  |

## Экономика
В 2010 году среди 105 человек трудоспособного возраста (15—64 лет) 77 были экономически активными, 28 — неактивными (показатель активности — 73,3 %, в 1999 году было 61,7 %). Из 77 активных жителей работали 71 человек (37 мужчин и 34 женщины), безработных было 6 (4 мужчины и 2 женщины). Среди 28 неактивных 4 человека были учениками или студентами, 19 — пенсионерами, 5 были неактивными по другим причинам.